# 香港歷史建築
香港歷史建築，可泛指香港具有一定歷史的建築物，多數於第二次世界大戰前興建，除了富悠久歷史的寺廟、教堂及祠堂外，還有一些政府建築，如：水塘建築、軍營、官員官邸等。這些建築保留了不少早年香港居民的生活情況及信仰等，而由於香港曾為英國殖民地，不少建築亦因而保留了殖民地時代的西方建築風格，一些更是中西合璧，成為香港獨有的特色建築。
另一方面，香港政府亦有一套香港歷史建築的評級標準，以方便對最具價值的古蹟、建築物及文物進行保護。歷史建築一般先由香港公營機構古物諮詢委員會負責進行研究，然後再由發展局文物保育專員辦事處轄下的古物古蹟辦事處執行有關決定，包括決定香港法定古蹟及評級香港歷史建築。
早期的香港歷史建築名單並不向外公開，一直只供政府內部參考，據古物古蹟辦事處稱是由於內容敏感，當中涉及私人物業，評級會對物業造成影響。至2007年1月9日，名單已開始逐步公開。
政府又考慮不斷開放一些香港歷史建築讓市民參觀，如有意將一級歷史建築西環濾水廠宿舍改作環境保護中心及將鰂魚涌林邊屋改作郊野公園中心，日後將對外開放。

## 分級與定義
根據古物古蹟辦事處的定義標準，香港歷史建築被分為三個級別：
- 一級歷史建築：具有特別重要的價值，必須儘可能予以保存（目前已公佈有204項）
- 二級歷史建築：具特別價值，必須選擇性地予以保存（目前已公佈有411項）
- 三級歷史建築：具若干價值，但還未足以獲考慮保存（目前已公佈有633項）

而對於具有非常重要價值的建築物，辦事處會將其列為法定古蹟，不屬於這個三級制度之內，而受香港法例第53章《古物及古蹟條例》所保護。

## 香港歷史建築名單公佈
民政事務局局長何志平於2007年1月9日正式公佈三個級別香港歷史建築的部份清單，總數達496項，當中約40%為私人物業、約60%則為香港政府、華人廟宇委員會及市區重建局等擁有業權。何志平指出該名單原本於2007年年中才正式公布，是次公開資料是為回應市民對文物建築保護的訴求，以及特首曾蔭權要求能儘快開始新一輪的諮詢有關。當局又透露已於2006年委任專家小組將全香港其中1440幢建築，利用新的評審準則作深入評估，並計劃於2007年年中公開，同時會成立文物信託基金以籌集資金保護歷史建築，以及對政府自行營運歷史建築進行研究。受2006年保留舊中環天星碼頭事件影響，「集體回憶」成為不少人士反對拆卸愛丁堡廣場碼頭的主要理據，同時使市民對保護香港現有的歷史建築的意識有所提高下，政府打算將「集體回憶」和「社會價值」作為元素之一加入保護文物時的考慮因素之中。政府亦考慮成立基金，使歷史建築可得到適當維修。

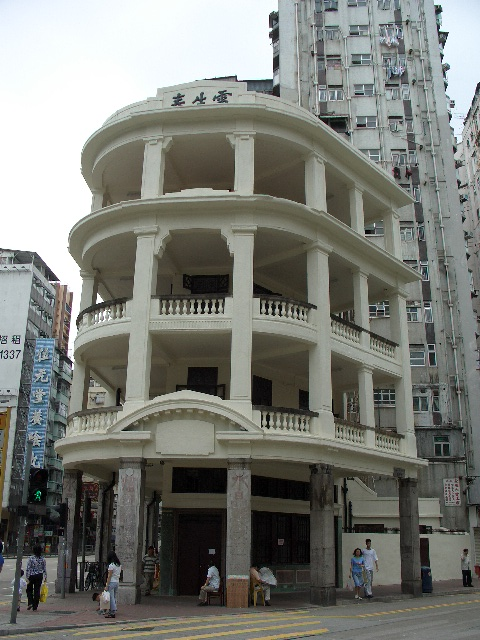
香港法定古蹟——雷生春

與此同時，政府宣佈已加入15名新成員到新一屆古物諮詢委員會中，加上13名再獲委任的成員，總數由21人增至28人，其中香港中文大學亞太研究所助理教授沈旭暉、行政會議成員陳智思、長春社理事長吳祖南及反對拆卸中環天星碼頭的組織成員等亦有包括在內。該委員會任期為兩年，由2007年1月1日起開始生效。何志平稱，將在委員會轄下同時成立3個專責委員會，各自負責文物建築的保護和活化再利用；文物建築保護的研究、標準及立法；及社區參與、教育和推廣事務。同一時間會邀請各個界別的社會人士成為委員會成員，以及加強委員會與區議會的聯繫從而聽取更多不同意見。
政府將在2007年1月中至2月初進行兩場大型地區性公眾論壇、三場公開論壇，以及與有關的專業界別人士會面的聚焦小組討論，趁此提昇現時文物保護機制的公開度及汲取意見。何志平提出文物建築保護政策的諮詢，目的為與公眾共同研究哪些歷史建築需要保護，並就保護文物制訂具前瞻性的政策和制度。
何志平在一電台節目又提及：「文物保育不等於要擁有有關文物，（香港）政府不會輕易動用公帑購買文物的業權。」「如果有需要，而與業權持有人，我們交換了意見，政府內部每個個案要個別處理，但總的原則是，我們一般不會動用公帑購買業權。」 

### 各界反應
香港測量師學會會長陳旭明表示憂慮政府將清單公佈，反而會使一些業主害怕物業被列作法定古蹟，而加快清拆步伐。　
香港大學建築文物保護課程主任李浩然提議香港可參考外國的做法，設立基金來保護歷史建築，以免重建區的歷史建築面臨清拆威脅。
香港大學城市規劃及環境管理研究中心副教授伍美琴謂，跟各地城市相比，現時所列的496項歷史建築並不算多，卻提醒政府不應以樓齡作唯一標準，同時希望政府與公眾多作交流。 
香港中文大學建築系教授及香港建築師學會前會長林雲峰指責香港測量界的保育意識不夠，對古建築的價值低估，忽略古建築隱藏的無形社會價值，如：有助刺激旅遊業增長。

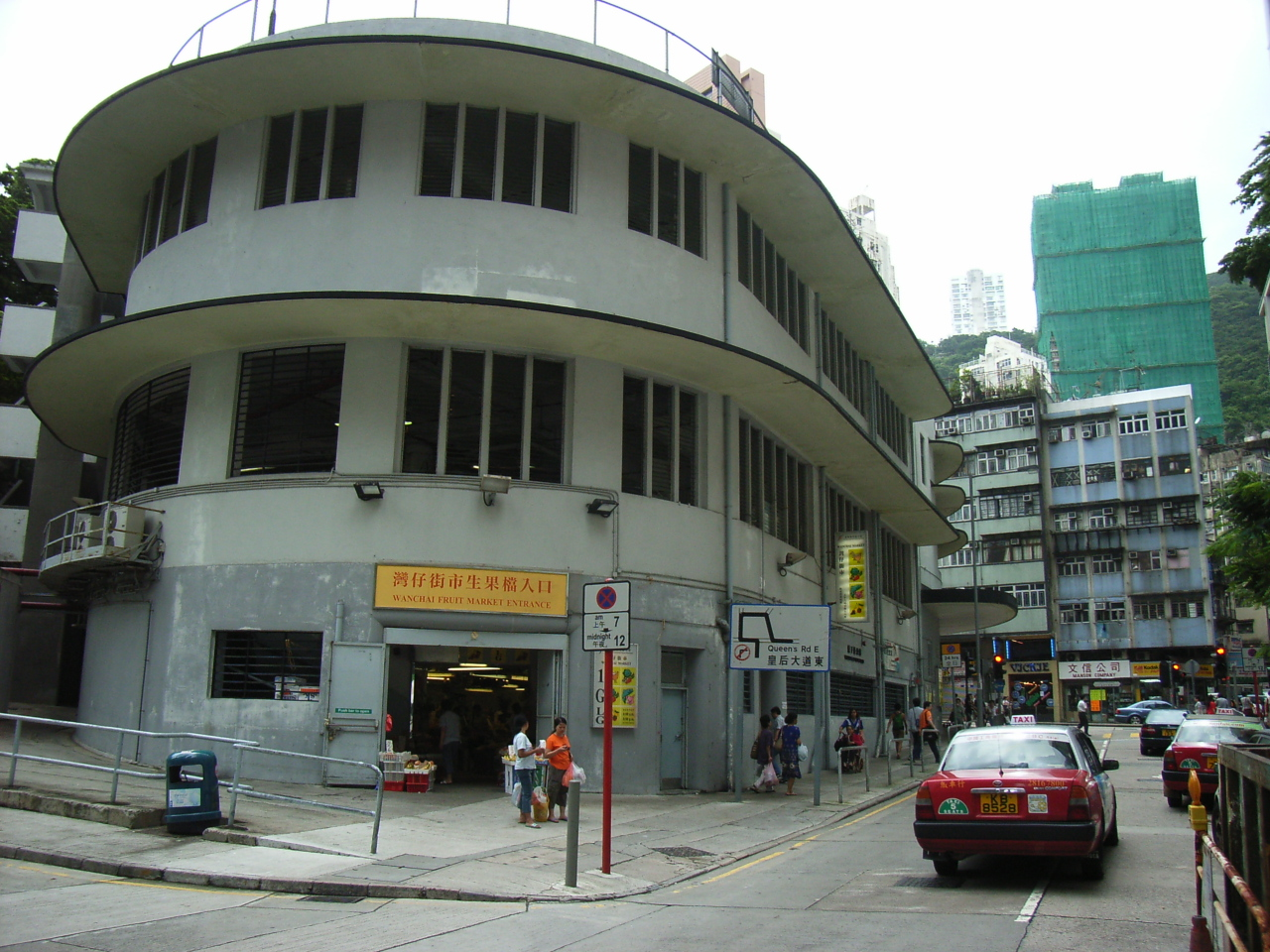
三級歷史建築——舊灣仔街市

環保團體長春社主席何小芳贊成香港歷史建築名單的公佈及政府對集體回憶的重視，有助避免天星碼頭事件風波再次發生。卻同時批評，古物諮詢委員會的三個級別評級「形同虛設」，因目前不如香港法定古蹟受法例保護。並建議當建築物牽涉到私人業權時，當局可考慮以地積比轉移方式，將鄰近地區的一樣大小的土地給予有關發展商來交換歷史建築的擁有權。
香港業主會主席佘慶雲表示政府應收購歷史建築的業權以保存建築，而不要以行政手段去干預業主的發展權，以避免影響私有產權權益，使等候收購多年的舊樓老業主的願望落空。
市區重建局發言人指出，假若重建項目內包含歷史建築，將以一貫收購政策收購，而不會因此降低收購價，但未來重建時會考慮保留歷史建築作其他用途。
畢打行業主霍震寰稱其曾考慮重建畢打行，但未有既定時間表，並透露即使重建亦會盡力保留原有外觀。同時希望若政府限制文物發展，能以轉移地積比率的方式作為補償。
《信報》社評以《文物保護論虛實，保護文物說利益》為題。內文提及「保護文物建築離不開文化傳承，保留古文物和古建築，主要是為了保存本國/本地或本社區的身份認同，特別是在全球化浪潮下，普及文化無遠弗屆，有“剷平”各國本土文化之勢，保護本身的文物建築，因此愈來愈受到各國政府重視。」
民政事務局副秘書長梁悅賢指，政府2006年內會對保留文物及建築物發表更詳盡政策。如：中環街市、域多利監獄、皇后碼頭等之拆卸問題，會繼續諮詢市民，並會擴大古物諮詢委員會的層面，除建築、規劃、歷史等方面的專家外還會納入年輕人等，以汲納不同的聲音。
古物諮詢委員會主席何承天稱，香港1960年代以前的歷史建築約有8000幢，該委員會正為當中（2006年1月）1400多幢進行評級
。
第一太平戴維斯行政董事陳超國提出，香港測量業界只按建築坐落的區份、重建時的地積比率來評估建築物之價值，並未有將建築物歷史和社會價值等因素納入。同時說明：「發展商重視發展，對保育並不熱中，既然重建價已大於保育價值，那又何須考慮建築物的歷史和社會價值？」